# Сисоват Вачаявонг
Принц Сисоват Вачаявонг (кхмер. ស៊ីសុវត្ថិ វឌ្ឍឆាយាវង្ស; 13 августа 1891, Пономпень, Французский Индокитай — 30 января 1972, Пономпень, Камбоджа) — камбоджийский государственный деятель, премьер-министр Камбоджи (1947—1948).

## Биография
Был сыном принца Сисовата Вачаявонга (Sisowath Vathanavong) и внуком короля Сисовата I.
- В 1946—1948 годах — министр юстиции,
- В 1947—1948 годах — председатель Демократической партии Камбоджи,
- В 1947—1948 годах — премьер-министр Камбоджи.

От трёх жён оставил 14 сыновей и 11 дочерей.